# Pizzo dell’Uomo (2662 m)
Der Pizzo dell’Uomo ist ein Berg im Gotthardmassiv im Schweizer Kanton Tessin.
Der Berg ist 2662 m ü. M. hoch und liegt südlich des Lai da Sontga Maria beim Lukmanierpass. Auf seinem Gipfel stossen die Gebiete der Gemeinden Quinto und Blenio zusammen. Der Berg wird vom Gotthard-Basistunnel unterquert.

## Nachweis
1. 1 2  Lage & Höhe bei «ortsnamen.ch».